# Vườn quốc gia Mount Webb
Vườn quốc gia Mount Webb là một vườn quốc gia ở Queensland, Úc. Vườn quốc gia này có khoảng cách 1.602 km về phía tây bắc Brisbane.